# 墨脱八月瓜
墨脱八月瓜（学名：Holboellia medogensis），为木通科八月瓜属下的一个植物种。